# Weißenbach (Sarntal)

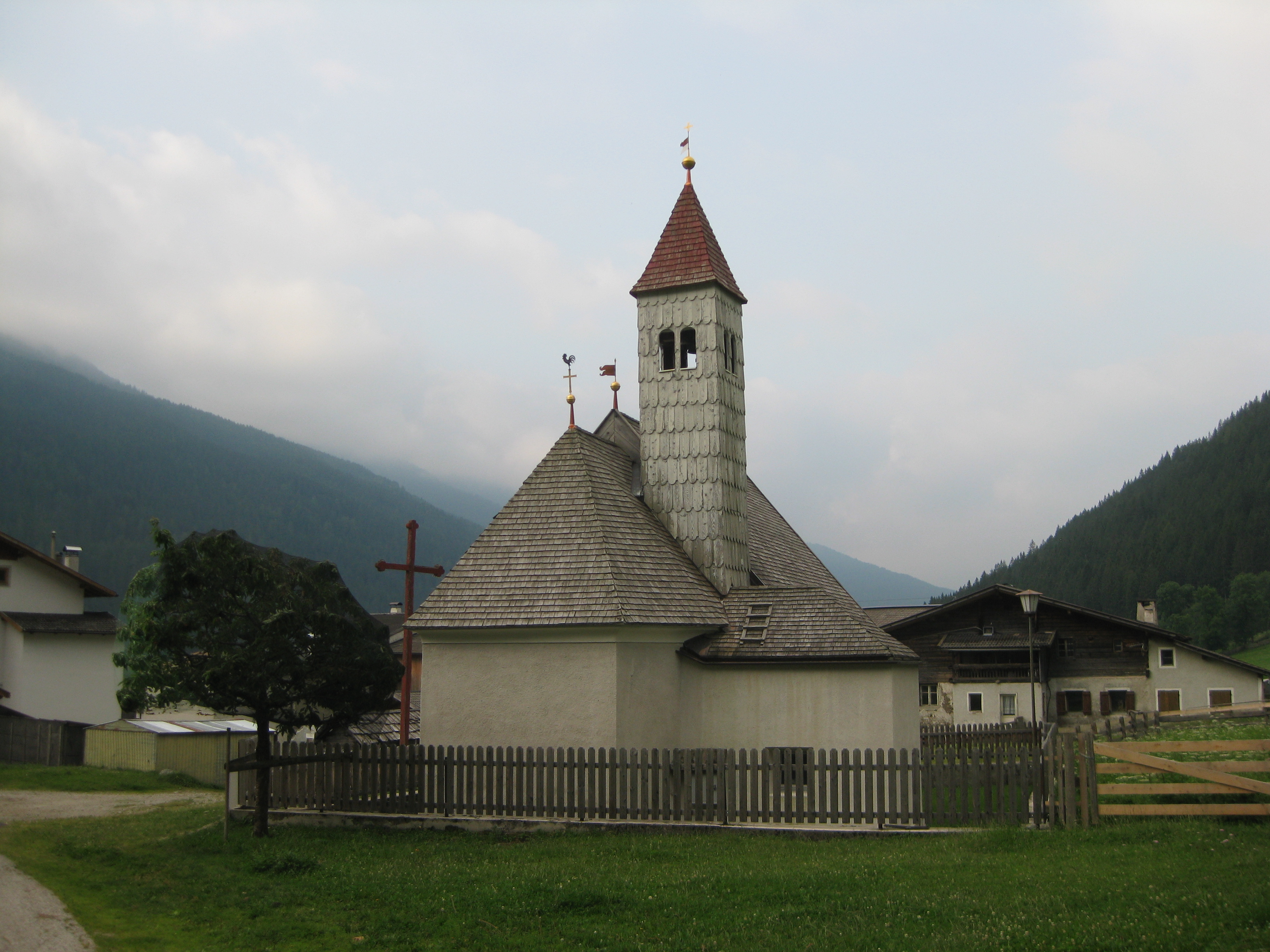
Die Marienkapelle in Weißenbach

Weißenbach (gelegentlich auch Weissenbach geschrieben; italienisch Rio Bianco) ist eine Ortschaft mit rund 300 Einwohnern in der Gemeinde Sarntal in Südtirol. Sie befindet sich im oberen, auch als Penser Tal bezeichneten Abschnitt des Sarntals auf etwa 1330 m Höhe. Die Ortschaft entstand nahe der Einmündung des Weißenbachs, der hier vom Westkamm der Sarntaler Alpen herabkommend das Sarner Haupttal erreicht, in die Talfer.
In Weißenbach gibt es eine im 19. Jahrhundert erbaute Marienkapelle sowie eine deutsche Grundschule. Für den Kraftverkehr erschlossen ist die Ortschaft durch die SS 508, wobei die von Bozen über Sarnthein heraufkommende Zufahrt ganzjährig befahrbar ist, die gegen Nordosten an Pens vorbei führende, in den Jahren 1935–1938 von der faschistischen Administration aus militärstrategischen Gründen errichtete Passstraße über das Penser Joch (2211 m) hingegen nur einen saisonal nutzbaren Übergang ins Wipptal darstellt.

## Geschichte
Die Ortschaft ist im Jahr 1440 mit Sigmund Hawsze von Weyzzenpach in Penns ersturkundlich genannt. Aus dem Jahr 1519 ist die Form Weißenpach dokumentiert. Kirchlich bildete Weißenbach eine Expositur bzw. Kuratie der Pfarre Pens, 1624 ist das Viertl Weißenpach, 1658 die Nachperschaft zu Weißenpach und 1777 die Gemain Weissenpach genannt.